# Großer Preis von Australien 2013
Der Große Preis von Australien 2013 (offiziell 2013 Formula 1 Rolex Australian Grand Prix) fand am 17. März auf dem Albert Park Circuit in Melbourne statt und war das erste Rennen der Formel-1-Weltmeisterschaft 2013.
Für mehr als sieben Jahre war dies das letzte Rennen, das nicht von den fortan dominierenden Teams Red Bull, Ferrari und vor allem Mercedes gewonnen wurde. Erst am 6. September 2020 und 146 Rennen später, beim Großen Preis von Italien 2020 in Monza, gelang Pierre Gasly auf AlphaTauri der erste Sieg für ein anderes Team.

## Berichte

### Hintergründe

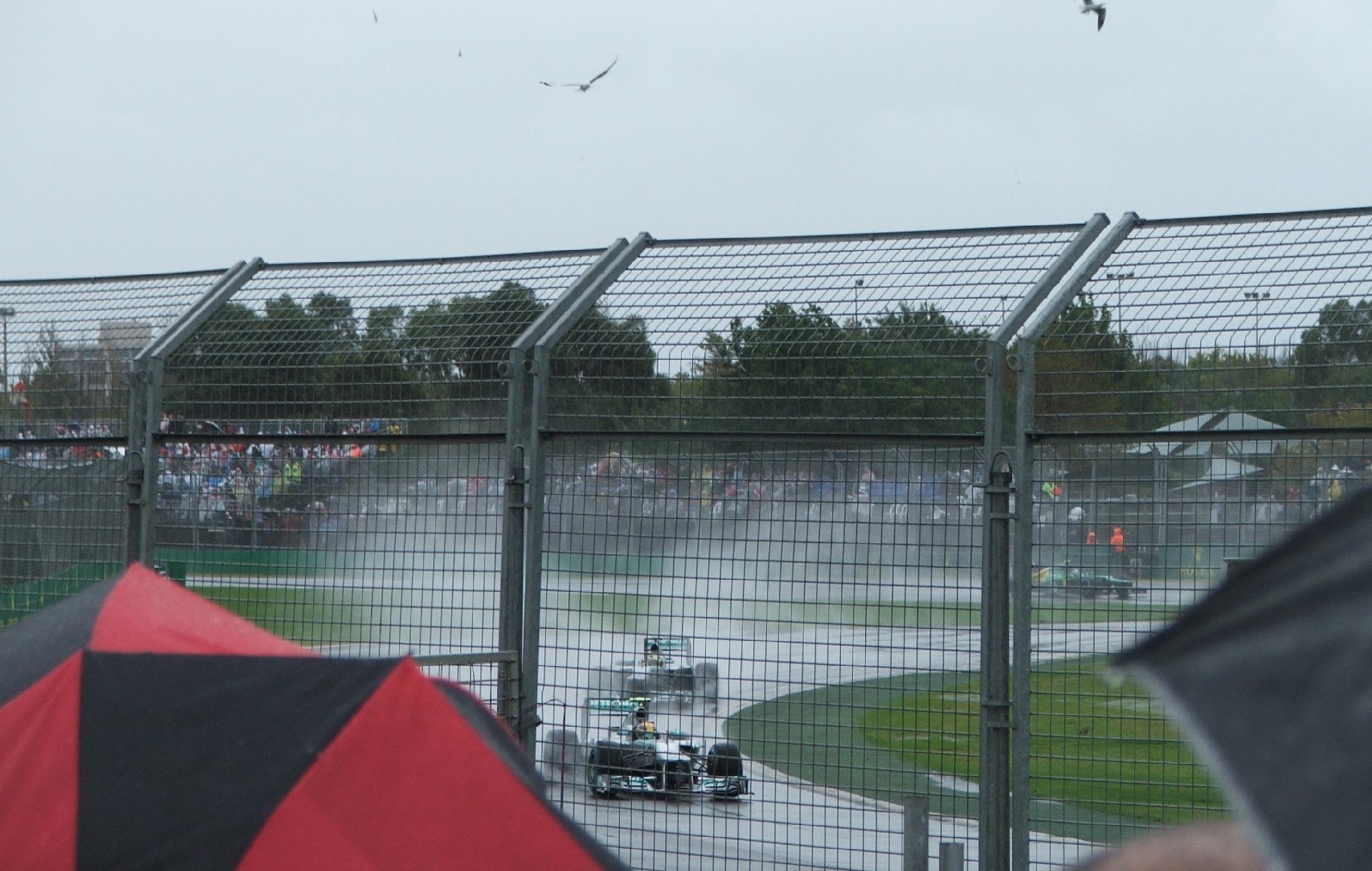
Die neuen Teamkollegen bei Mercedes, Lewis Hamilton und Nico Rosberg beim Qualifying

Der Große Preis von Australien 2013 war der erste Formel-1-Grand-Prix, der in der 32-jährigen Geschichte der Concorde Agreements ohne ein geltendes oder akzeptiertes Agreement ausgetragen wurde. Zwar existierte schon einmal von 2008 bis Mitte 2009 kein gültiges Concorde Agreement, jedoch hielten sich die Teams weiterhin an das vorher gültige. Die Verhandlungen über ein neues Concorde Agreement für 2013 waren zum Zeitpunkt des Rennwochenendes schon weit fortgeschritten.
Beim Großen Preis von Australien stellte Pirelli den Fahrern die Reifenmischungen P Zero Medium (weiß) und P Zero Supersoft (rot) sowie für nasse Bedingungen Cinturato Intermediates (grün) und Cinturato Full-Wets (blau) zur Verfügung.
Valtteri Bottas (Williams), Jules Bianchi (Marussia), Max Chilton (Marussia), Giedo van der Garde (Caterham) und Esteban Gutiérrez (Sauber) debütierten bei diesem Grand Prix in der Formel 1. Lewis Hamilton (Mercedes), Nico Hülkenberg (Sauber), Sergio Pérez (McLaren) und Charles Pic (Caterham) starteten erstmals für ihre neuen Teams. Adrian Sutil (Force India) bestritt nach 476 Tagen Pause wieder einen Formel-1-Grand-Prix.
Als amtierender Weltmeister ging Sebastian Vettel in die Saison.
Mit Jenson Button (dreimal), Fernando Alonso, Kimi Räikkönen, Hamilton und Vettel (jeweils einmal) traten fünf ehemalige Sieger zu diesem Grand Prix an.
Als Rennkommissare fungierten Steve Chopping (AUS), Paul Gutjahr (SUI), Vincenzo Spano (VEN) und Danny Sullivan (USA).
Mit Aufklebern auf seinem Helm erinnerte Felipe Massa bei dem Grand Prix an den kürzlich verstorbenen Wilson Fittipaldi sr., den Vater der Formel-1-Rennfahrer Emerson und Wilson. Massa ist mit der Familie Fittipaldi befreundet.

### Training

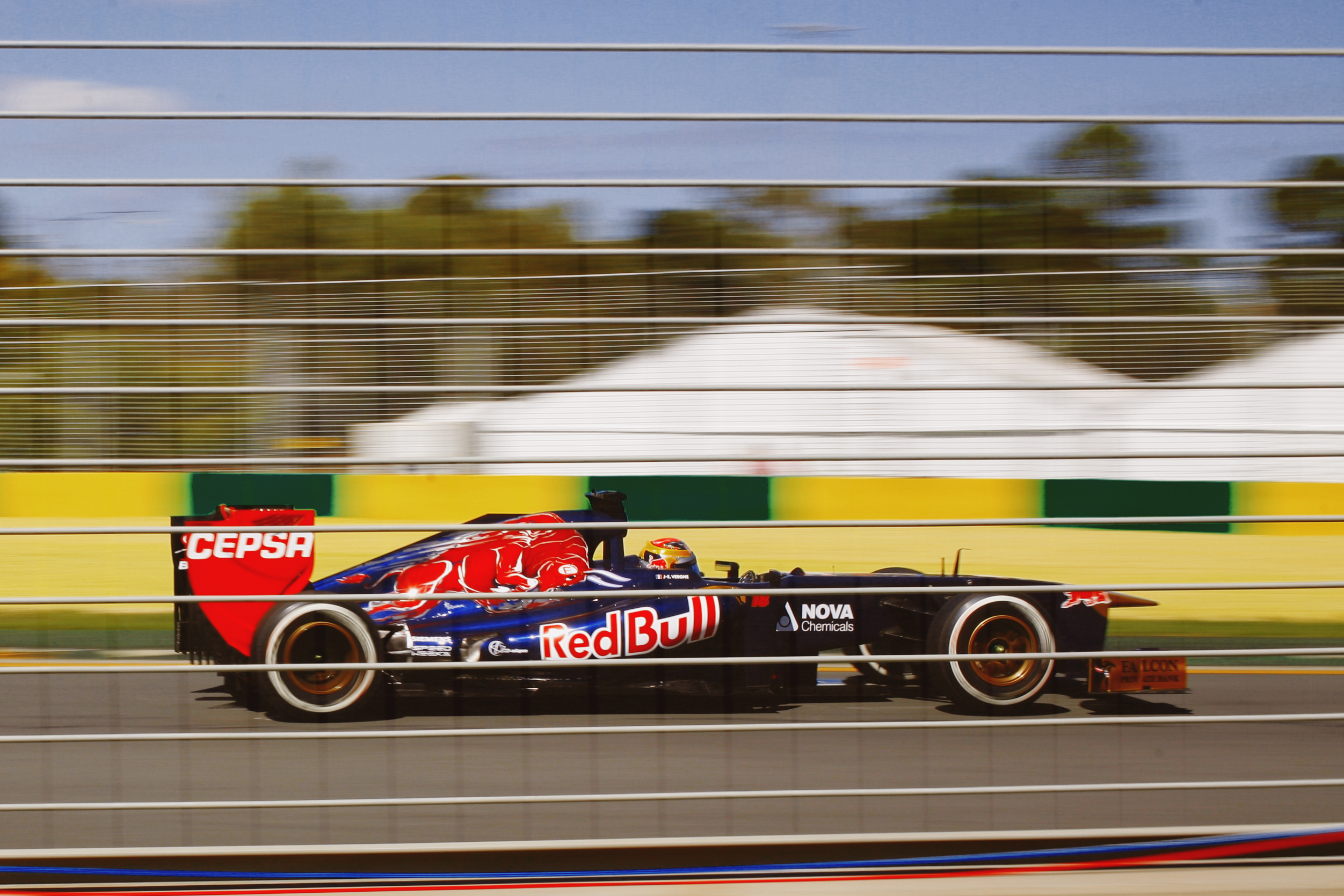
Toro-Rosso-Pilot Jean-Éric Vergne im ersten freien Training

Im ersten freien Training erzielte Vettel bei leicht bewölktem Himmel, aber trockener Strecke die erste Bestzeit der Saison vor den Ferrari-Piloten Massa und Alonso.
Im zweiten freien Training blieb Vettel vorne. Auf dem zweiten Platz folgte sein Teamkollege Mark Webber vor Nico Rosberg. In diesem Training rollte Rosberg kurz vor Ende der Session mit dem Verdacht auf einen Getriebeschaden aus. Hamilton und van der Garde rutschten ins Kiesbett, was auch ihr Training vorzeitig beendete.
Im dritten freien Training am Samstagvormittag begann es nach 16 Minuten zu regnen, sodass eine Verbesserung der erzielten Zeiten nicht mehr möglich war. Im Verlauf des Trainings kamen alle vier Reifentypen zum Einsatz. Romain Grosjean erzielte die Trainingsbestzeit auf trockenenem Kurs und war auch auf der nassen Fahrbahn der Schnellste. Alonso belegte den zweiten, Massa den dritten Platz. Im Regen erzielte Gutiérrez die zweitschnellste Zeit vor Jean-Éric Vergne. Vettel stellte sein Fahrzeug mit einer Störung der Elektronik am Streckenrand ab. Rosbergs KERS arbeitete nicht einwandfrei, sodass er es nur kurz verwenden konnte.

### Qualifying
Der Start des Qualifyings wurde um 30 Minuten nach hinten verschoben, da die Strecke zu nass war. Die Fahrer begannen mit den Full-Wets und wechselten zum Ende auf Intermediates. Auf der nassen Strecke unterliefen einigen Fahrern Fehler. Van der Garde rutschte in der Anfangsphase neben die Strecke und verlor seinen Frontflügel. Hamilton drehte sich und schlug mit dem Heck in die Begrenzung ein, wobei er sich den Heckflügel leicht beschädigte. Massa drehte sich und schlug vorne in die Reifenstapel ein, dabei beschädigte er sich den Frontflügel. Alle fuhren weiter und ließen ihre Fahrzeuge wieder reparieren. Kurz vor Ende des Abschnitts beschädigten Pic und Gutiérrez ihre Fahrzeuge durch Dreher und lösten damit Gelbphasen aus. Rosberg erzielte schlussendlich die Bestzeit im ersten Segment. Die Caterham- und Marussia-Piloten sowie Gutiérrez und Pastor Maldonado schieden aus. Pic scheiterte überdies an der 107-Prozent-Regel und qualifizierte sich nicht für den Grand Prix. Er wurde jedoch nachträglich zum Start des Grand Prix zugelassen, da er in jedem freien Training innerhalb der 107 Prozent lag. Aufgrund des wieder einsetzenden Regens wurde das zweite Segment zunächst um 50 Minuten nach hinten verschoben und dann für den Samstag komplett abgesagt. Der zweite und dritte Teil des Qualifyings wurde auf Sonntag morgen auf 11 Uhr Ortszeit verschoben.
Am Sonntagmorgen erzielte Rosberg im zweiten Segment auf einer abtrocknenden Strecke mit Intermediates die schnellste Runde. Die Toro Rosso-Piloten sowie Bottas, Pérez, Sutil und Hülkenberg schieden aus. Im dritten Abschnitt trocknete es weiterhin ab, sodass die Piloten ihre schnellste Runde auf Slicks fuhren. Vettel erzielte dabei die erste Pole-Position der Saison vor seinem Teamkollegen Webber und Hamilton. Hamilton war der einzige Pilot in den Top 10, der 2013 nicht für dasselbe Team wie im Vorjahr fuhr.
Vettel kommentierte die Pole-Position wie folgt: „Ich bin natürlich glücklich mit dem Resultat, aber wegen des geänderten Zeitplans dürfen wir nicht zu euphorisch sein. In ein paar Stunden geht das Rennen los, da müssen wir uns wieder auf den Hosenboden setzen. Es ist ein sehr gutes Ergebnis für mich und das Team, mit Mark auf Rang zwei haben wir die gesamte erste Reihe für uns – eine Überraschung, nachdem wir nicht wussten, wo wir bei den Wintertests standen.“
Damit fiel die Entscheidung über die Startaufstellung zum ersten Mal in der Formel-1-Geschichte außerhalb Japans und zum dritten Mal an einem Sonntag. Letztmals wurde die Startaufstellung beim Großen Preis von Japan 2010 am Sonntag ermittelt.

### Rennen
Bereits vor Öffnung der Boxengasse war das Wochenende für Sauber-Pilot Hülkenberg beendet. An seinem Fahrzeug wurde eine Störung im Benzinsystem entdeckt. Der Rennstall entschloss sich daher dazu, das Fahrzeug aus Sicherheitsgründen nicht im Rennen einzusetzen. Hülkenberg bezeichnete den Startverzicht als „extrem frustrierend“. Bei Hülkenbergs Teamkollegen Gutiérrez gab es diese Schwierigkeit nicht, sodass er planmäßig am Grand Prix teilnahm. Die anderen Fahrzeuge rückten in der Startaufstellung nicht nach.
Beim Start behielt Vettel die Führung und setzte sich direkt an der Spitze ab. Webber startete von Platz zwei nicht so gut und fiel auf den siebten Platz zurück. Er erklärte nach dem Rennen, dass sein KERS in den ersten 20 Runden nicht funktioniert hatte. Beide Ferrari hatten gute Starts. Massa ging von Platz vier auf zwei, Alonso von fünf auf drei. Hamilton und Räikkönen komplettierten die ersten fünf nach der ersten Runde. In der zweiten Runde versuchte Alonso, an seinem Teamkollegen Massa vorbeizufahren. Massa verteidigte sich jedoch und behauptete die Position. Massa fuhr kurz darauf die bis dahin schnellste Rennrunde und holte auf den führenden Vettel auf. Hinter den Ferrari-Piloten kam es in der zweiten Runde zu einem Positionstausch zwischen Hamilton und Räikkönen.
Bereits in der vierten Runde begann die Phase der ersten regulären Boxenstopps. Auslöser hierfür war, dass die Haltbarkeit der Reifenmischung Supersoft sehr kurz war. Räikkönen, Vettel und die Ferrari-Piloten gingen vor den Mercedes-Piloten an die Box und wechselten auf Medium, sodass Hamilton und Rosberg das Rennen zwischenzeitlich anführten. Hinter ihnen lagen Sutil und Pérez, die das Rennen im Gegensatz zu den Piloten aus den Top-10 mit der Reifenmischung Medium begonnen hatten. Während Pérez bald hinter Vettel und den Ferrari-Piloten zurückfiel, behauptete Sutil seine Position. Nachdem die Mercedes-Piloten ebenfalls an der Box gewesen waren und Medium-Reifen aufgezogen hatten, lag Sutil in Führung. Sutil führte damit erstmals einen Formel-1-Grand-Prix an. In der Zwischenzeit gab es am Ende des Feldes eine Kollision zwischen Chilton und van der Garde, bei der sich Chilton seinen Frontflügel beschädigte. Er fuhr nach einem Reparaturstopp weiter.
Bevor Sutil zum ersten Mal an die Box kam, gelang es ihm, den Vorsprung auf den zweitplatzierten Vettel, der frischere Reifen hatte, zu vergrößern. In der 19. Runde ging Alonso bereits zum zweiten Mal an die Box. Ursprünglich war ein späterer Stopp von Alonso geplant gewesen, allerdings entschied Alonso sich für einen Stopp in dieser Runde. Eine Runde später kamen auch Sutil und Vettel an die Box. Alonso gelang es, durch den früheren Boxenstopp an beiden vorbeizufahren. Vettel überholte Sutil wenig später. Indes führte Massa das Rennen für zwei Runden an, wurde dann jedoch auch an die Box beordert. Nach dem Rennen bezeichnete Massa den im Vergleich zu Alonso späteren Boxenstopp als Irrtum. Alle Piloten blieben bei der Reifenmischung Medium. Während Räikkönen länger draußen blieb und das Rennen vor den Mercedes-Piloten anführte, war der Grand Prix für Maldonado nach einem Fahrfehler in der ersten Kurve beendet. Maldonado drehte sich ins Kiesbett und kam nicht mehr heraus. Kurz darauf rollte Rosberg mit einem Elektronikdefekt aus. Rosberg beschrieb nach dem Rennen, dass sich der Ausfall über mehrere Runden angekündigt hatte.
Während leichter Regen, der keinen Einfluss auf die Streckenverhältnisse hatte, einsetzte, attackierte Alonso Hamilton. Hamilton versuchte seine Position zu verteidigen, dabei verbremste er sich und verlor die Position an Alonso. Da seine Reifen in Mitleidenschaft gezogen waren, ging er kurz darauf zum zweiten Mal an die Box. Wenig später gingen auch die anderen Piloten aus der Spitzengruppe, ausgenommen Sutil, an die Box. Räikkönen zum zweiten, Alonso, Massa und Vettel zum dritten Mal. Alle Piloten blieben auf den Medium-Reifen. Räikkönen blieb in dieser Gruppe mit größerem Vorsprung vor Alonso, Vettel und Massa, während Sutil das Rennen erneut anführte.
In der 42. Runde ging Hamilton zum dritten Mal an die Box. Ursprünglich hatten Hamilton und Mercedes eine Zwei-Stopp-Strategie geplant. Kurz danach überholte Räikkönen Sutil und übernahm die Führung des Grand Prix. Zur gleichen Zeit ging auch Webber mit einem entschlossenen Manöver an di Resta vorbei. Sutil fuhr wenig später zum zweiten Mal an die Box und wechselte auf die Mischung Supersoft, die er zuvor noch nicht verwendet hatte. In der Zwischenzeit hatte Daniel Ricciardo das Rennen mit einem Schaden am Auspuff an der Box beendet.
In der Schlussphase blieben die Positionen nahezu unverändert. Sutil hatte Schwierigkeiten mit der Supersoft-Reifenmischung und fiel zurück. Er erklärte nach dem Rennen, dass diese Reifen bei ihm nach zwei Runden „komplett eingebrochen“ seien. Er wurde noch von Hamilton und Webber überholt und sein Teamkollege schloss auf ihn auf. Ein teaminternes Überholmanöver gab es jedoch nicht mehr. Zwei Runden vor Ende des Rennens erzielte Räikkönen in Führung liegend die schnellste Rennrunde. Am Ende des Feldes kam es in der Schlussphase zu einem Überholmanöver von Chilton gegen van der Garde.
Räikkönen gewann schließlich den Saisonauftakt vor Alonso und Vettel. Damit standen drei Formel-1-Weltmeister auf dem Podium. Massa wurde Vierter vor Hamilton, Webber, Sutil und di Resta. Vorjahressieger Button wurde Neunter, Grosjean Zehnter. Bester Debütant wurde Gutiérrez auf dem 13. Platz. Alle Neulinge erreichten beim Saisonauftakt das Ziel.
McLaren, die im Rennen die Plätze neun (Button) und elf (Pérez) belegten, hatten einen schwachen Saisonstart im Vergleich zur Performance in den Vorjahren. Im hinteren Feld gelang es Marussia, Caterham hinter sich zu lassen. Bianchi, der als 15. bester Pilot der zwei hinteren Teams war, zeigte im Rennen innerhalb dieser Gruppe eine dominante Leistung.
Mit seinem 20. Sieg führte Räikkönen erstmals seit Mai 2008 wieder die Weltmeisterschaft an. Darüber hinaus zog er mit der Sieganzahl mit seinem Landsmann Mika Häkkinen gleich und war nun zusammen mit ihm der Finne mit den meisten Formel-1-Siegen. Räikkönen selbst bezeichnete das Rennen als eines der einfacheren Rennen, die er gewonnen habe. In der Konstrukteursweltmeisterschaft ging die Führung damit an Ferrari vor Lotus-Renault und Red Bull-Renault.
Mit dem 68. sieglosen Rennen in Folge wurde Massa zum ersten Ferrari-Piloten, der mehr als 67 Grand Prix ohne Sieg blieb.

#### Kommentare der ersten drei Fahrer
„Ich bin für das Team und auch für mich selbst glücklich. Wir hatten das gesamte Wochenende über ein schnelles Auto, und es gab mit ihm keinerlei Probleme. Wir konnten uns aus diesem Grund einfach darauf fokussieren, verschiedene Dinge auszuprobieren und das Setup so hinzubekommen, wie wir es haben wollten.

Ich hatte nach dem Training ein gutes Gefühl, dass wir mit den Reifen gut umgehen würden, und das Team hat die Strategie perfekt hinbekommen. Ich machte am Start ein paar Plätze gut, hatte dann einen guten Kampf mit Lewis Hamilton. Danach war es ziemlich simpel, vielleicht einer meiner einfacheren Siege.

Man kann die Saison nicht viel besser starten, als das erste Rennen zu gewinnen, und natürlich hoffen wir, dass wir an der Spitze der Meisterschaft kämpfen können. Aber es liegt noch ein langer Weg vor uns, und wir müssen auf ihm die ganze Zeit über weiter Druck machen.“

„Wir können behaupten, dass wir in dieser Saison mit dem richtigen Fuß aufgestanden sind. Wir kämpfen von Anfang an mit den Besten. Zusammen mit den Ergebnissen der Wintertestfahrten ist dies ein sehr ermutigendes Zeichen, dass wir es geschafft haben, das Maximale aus einem Wochenende zu machen, das voller unbekannter Faktoren war, sowohl im Qualifying als auch im Rennen.

Ich glaube, dass die Drei-Boxenstopp-Strategie die richtige war. Angesichts der Abnutzung, mit der wir es zu tun hatten, wäre es unmöglich gewesen, mit einem Stopp weniger hauszuhalten. Indem wir den zweiten Stopp um ein paar Runden vorzogen, konnte ich an Vettel und Sutil vorbeigehen.

Dass wir vor dem Red Bull ins Ziel gekommen sind, fühlt sich wie ein Sieg an, selbst wenn wir wissen, dass sie trotz des heutigen Rennergebnisses immer noch die Schnellsten sind.

Nun können wir ein weiteres Wochenende mit sehr wechselhaftem Wetter erwarten, und dies setzt zudem, vom mechanischen Standpunkt aus gesehen, die Autos sowie, vom physischen Standpunkt aus betrachtet, die Fahrer unter jede Menge Stress. Aber nach diesem guten Ergebnis können wir dies nun ruhig angehen.“

„Ich denke, man ist immer ein wenig enttäuscht, wenn man als Erster startet aber nicht als Erster ins Ziel kommt. Trotzdem war es im Großen und Ganzen ein gutes Wochenende für uns. Wir hatten mit Pole und Podium einen guten Tag heute - aber im Rennen gingen wir ein wenig zu aggressiv mit unseren Reifen um. Vorne und hinten gingen die Reifen schnell in die Knie, das haben die anderen ein wenig besser hinbekommen.

Es gibt immer Bereiche, in denen man sich verbessern kann, aber das Resultat, das wir heute eingefahren haben, geht schon so in Ordnung. Wir haben Kimi auf der Strecke gar nicht gesehen, weil er einfach zu schnell war, und Fernando hat uns zu einer sehr verwundbaren Zeit überholt. Alles in allem können wir mit dem dritten Platz aber zufrieden sein.“

## Meldeliste
| Team                          | Nr. | Fahrer              | Chassis           | Motor                | Reifen |
| ----------------------------- | --- | ------------------- | ----------------- | -------------------- | ------ |
| Infiniti Red Bull Racing      | 01  | Sebastian Vettel    | Red Bull RB9      | Renault 2.4 V8       | P      |
| Infiniti Red Bull Racing      | 02  | Mark Webber         | Red Bull RB9      | Renault 2.4 V8       | P      |
| Scuderia Ferrari              | 03  | Fernando Alonso     | Ferrari F138      | Ferrari 2.4 V8       | P      |
| Scuderia Ferrari              | 04  | Felipe Massa        | Ferrari F138      | Ferrari 2.4 V8       | P      |
| Vodafone McLaren Mercedes     | 05  | Jenson Button       | McLaren MP4-28    | Mercedes-Benz 2.4 V8 | P      |
| Vodafone McLaren Mercedes     | 06  | Sergio Pérez        | McLaren MP4-28    | Mercedes-Benz 2.4 V8 | P      |
| Lotus F1 Team                 | 07  | Kimi Räikkönen      | Lotus E21         | Renault 2.4 V8       | P      |
| Lotus F1 Team                 | 08  | Romain Grosjean     | Lotus E21         | Renault 2.4 V8       | P      |
| Mercedes AMG Petronas F1 Team | 09  | Nico Rosberg        | Mercedes F1 W04   | Mercedes-Benz 2.4 V8 | P      |
| Mercedes AMG Petronas F1 Team | 10  | Lewis Hamilton      | Mercedes F1 W04   | Mercedes-Benz 2.4 V8 | P      |
| Sauber F1 Team                | 11  | Nico Hülkenberg     | Sauber C32        | Ferrari 2.4 V8       | P      |
| Sauber F1 Team                | 12  | Esteban Gutiérrez   | Sauber C32        | Ferrari 2.4 V8       | P      |
| Sahara Force India F1 Team    | 14  | Paul di Resta       | Force India VJM06 | Mercedes-Benz 2.4 V8 | P      |
| Sahara Force India F1 Team    | 15  | Adrian Sutil        | Force India VJM06 | Mercedes-Benz 2.4 V8 | P      |
| Williams F1 Team              | 16  | Pastor Maldonado    | Williams FW35     | Renault 2.4 V8       | P      |
| Williams F1 Team              | 17  | Valtteri Bottas     | Williams FW35     | Renault 2.4 V8       | P      |
| Scuderia Toro Rosso           | 18  | Jean-Éric Vergne    | Toro Rosso STR8   | Ferrari 2.4 V8       | P      |
| Scuderia Toro Rosso           | 19  | Daniel Ricciardo    | Toro Rosso STR8   | Ferrari 2.4 V8       | P      |
| Caterham F1 Team              | 20  | Charles Pic         | Caterham CT03     | Renault 2.4 V8       | P      |
| Caterham F1 Team              | 21  | Giedo van der Garde | Caterham CT03     | Renault 2.4 V8       | P      |
| Marussia F1 Team              | 22  | Jules Bianchi       | Marussia MR02     | Cosworth 2.4 V8      | P      |
| Marussia F1 Team              | 23  | Max Chilton         | Marussia MR02     | Cosworth 2.4 V8      | P      |

## Klassifikationen

### Qualifying
| Pos.                                                                      | Fahrer              | Konstrukteur         | Q1       | Q2       | Q3       | Start |
| ------------------------------------------------------------------------- | ------------------- | -------------------- | -------- | -------- | -------- | ----- |
| 01                                                                        | Sebastian Vettel    | Red Bull-Renault     | 1:44,657 | 1:36,745 | 1:27,407 | 01    |
| 02                                                                        | Mark Webber         | Red Bull-Renault     | 1:44,472 | 1:36,524 | 1:27,827 | 02    |
| 03                                                                        | Lewis Hamilton      | Mercedes             | 1:45,456 | 1:36,625 | 1:28,087 | 03    |
| 04                                                                        | Felipe Massa        | Ferrari              | 1:44,635 | 1:36,666 | 1:28,490 | 04    |
| 05                                                                        | Fernando Alonso     | Ferrari              | 1:43,850 | 1:36,691 | 1:28,493 | 05    |
| 06                                                                        | Nico Rosberg        | Mercedes             | 1:43,380 | 1:36,194 | 1:28,523 | 06    |
| 07                                                                        | Kimi Räikkönen      | Lotus-Renault        | 1:45,545 | 1:37,517 | 1:28,738 | 07    |
| 08                                                                        | Romain Grosjean     | Lotus-Renault        | 1:44,284 | 1:37,641 | 1:29,013 | 08    |
| 09                                                                        | Paul di Resta       | Force India-Mercedes | 1:45,601 | 1:36,901 | 1:29,305 | 09    |
| 10                                                                        | Jenson Button       | McLaren-Mercedes     | 1:44,688 | 1:36,644 | 1:30,357 | 10    |
| 11                                                                        | Nico Hülkenberg     | Sauber-Ferrari       | 1:45,930 | 1:38,067 | –        | 11    |
| 12                                                                        | Adrian Sutil        | Force India-Mercedes | 1:47,330 | 1:38,134 | –        | 12    |
| 13                                                                        | Jean-Éric Vergne    | Toro Rosso-Ferrari   | 1:44,871 | 1:38,778 | –        | 13    |
| 14                                                                        | Daniel Ricciardo    | Toro Rosso-Ferrari   | 1:46,450 | 1:39,042 | –        | 14    |
| 15                                                                        | Sergio Pérez        | McLaren-Mercedes     | 1:44,300 | 1:39,900 | –        | 15    |
| 16                                                                        | Valtteri Bottas     | Williams-Renault     | 1:47,328 | 1:40,290 | –        | 16    |
| 17                                                                        | Pastor Maldonado    | Williams-Renault     | 1:47,614 | –        | –        | 17    |
| 18                                                                        | Esteban Gutiérrez   | Sauber-Ferrari       | 1:47,776 | –        | –        | 18    |
| 19                                                                        | Jules Bianchi       | Marussia-Cosworth    | 1:48,147 | –        | –        | 19    |
| 20                                                                        | Max Chilton         | Marussia-Cosworth    | 1:48,909 | –        | –        | 20    |
| 21                                                                        | Giedo van der Garde | Caterham-Renault     | 1:49,519 | –        | –        | 21    |
| 107-Prozent-Zeit: 1:50,616 min (bezogen auf Q1-Bestzeit von 1:43,380 min) |                     |                      |          |          |          |       |
| DNQ                                                                       | Charles Pic         | Caterham-Renault     | 1:50,626 | –        | –        | 22    |

Anmerkungen
1. ↑  Pic wurde erlaubt zu starten, da er im freien Training ausreichend schnell gefahren war.

### Rennen
| Pos. | Fahrer              | Konstrukteur         | Runden | Stopps | Zeit        | Start | Schnellste Runde |
| ---- | ------------------- | -------------------- | ------ | ------ | ----------- | ----- | ---------------- |
| 01   | Kimi Räikkönen      | Lotus-Renault        | 58     | 2      | 1:30:03,225 | 07    | 1:29,274 (56.)   |
| 02   | Fernando Alonso     | Ferrari              | 58     | 3      | + 12,451    | 05    | 1:29,560 (53.)   |
| 03   | Sebastian Vettel    | Red Bull-Renault     | 58     | 3      | + 22,346    | 01    | 1:30,409 (42.)   |
| 04   | Felipe Massa        | Ferrari              | 58     | 3      | + 33,577    | 04    | 1:30,239 (38.)   |
| 05   | Lewis Hamilton      | Mercedes             | 58     | 3      | + 45,561    | 03    | 1:29,759 (45.)   |
| 06   | Mark Webber         | Red Bull-Renault     | 58     | 3      | + 46,800    | 02    | 1:29,732 (45.)   |
| 07   | Adrian Sutil        | Force India-Mercedes | 58     | 2      | + 1:05,068  | 12    | 1:30,710 (49.)   |
| 08   | Paul di Resta       | Force India-Mercedes | 58     | 2      | + 1:08,449  | 09    | 1:30,894 (56.)   |
| 09   | Jenson Button       | McLaren-Mercedes     | 58     | 3      | + 1:21,630  | 10    | 1:30,198 (41.)   |
| 10   | Romain Grosjean     | Lotus-Renault        | 58     | 3      | + 1:22,759  | 08    | 1:30,395 (41.)   |
| 11   | Sergio Pérez        | McLaren-Mercedes     | 58     | 3      | + 1:23,367  | 15    | 1:29,926 (46.)   |
| 12   | Jean-Éric Vergne    | Toro Rosso-Ferrari   | 58     | 3      | + 1:23,857  | 13    | 1:29,498 (50.)   |
| 13   | Esteban Gutiérrez   | Sauber-Ferrari       | 57     | 2      | + 1 Runde   | 18    | 1:31,415 (32.)   |
| 14   | Valtteri Bottas     | Williams-Renault     | 57     | 3      | + 1 Runde   | 16    | 1:30,652 (42.)   |
| 15   | Jules Bianchi       | Marussia-Cosworth    | 57     | 3      | + 1 Runde   | 19    | 1:30,454 (52.)   |
| 16   | Charles Pic         | Caterham-Renault     | 56     | 2      | + 2 Runden  | 22    | 1:32,261 (55.)   |
| 17   | Max Chilton         | Marussia-Cosworth    | 56     | 3      | + 2 Runden  | 20    | 1:32,210 (49.)   |
| 18   | Giedo van der Garde | Caterham-Renault     | 56     | 3      | + 2 Runden  | 21    | 1:32,636 (39.)   |
| –    | Daniel Ricciardo    | Toro Rosso-Ferrari   | 39     | 2      | DNF         | 14    | 1:30,881 (33.)   |
| –    | Nico Rosberg        | Mercedes             | 26     | 1      | DNF         | 06    | 1:32,259 (18.)   |
| –    | Pastor Maldonado    | Williams-Renault     | 24     | 1      | DNF         | 17    | 1:32,915 (12.)   |
| DNS  | Nico Hülkenberg     | Sauber-Ferrari       | –      | –      | –           | 11    | –                |

Anmerkungen
1. ↑  Hülkenberg konnte aufgrund einer Störung am Benzinsystem nicht am Rennen teilnehmen.

## WM-Stände nach dem Rennen
Die ersten zehn des Rennens bekamen 25, 18, 15, 12, 10, 8, 6, 4, 2 bzw. 1 Punkt(e).

### Fahrerwertung
| Pos. | Fahrer           | Konstrukteur         | Punkte |
| ---- | ---------------- | -------------------- | ------ |
| 01   | Kimi Räikkönen   | Lotus-Renault        | 25     |
| 02   | Fernando Alonso  | Ferrari              | 18     |
| 03   | Sebastian Vettel | Red Bull-Renault     | 15     |
| 04   | Felipe Massa     | Ferrari              | 12     |
| 05   | Lewis Hamilton   | Mercedes             | 10     |
| 06   | Mark Webber      | Red Bull-Renault     | 8      |
| 07   | Adrian Sutil     | Force India-Mercedes | 6      |
| 08   | Paul di Resta    | Force India-Mercedes | 4      |
| 09   | Jenson Button    | McLaren-Mercedes     | 2      |
| 10   | Romain Grosjean  | Lotus-Renault        | 1      |
| 11   | Sergio Pérez     | McLaren-Mercedes     | 0      |

| Pos. | Fahrer              | Konstrukteur       | Punkte |
| ---- | ------------------- | ------------------ | ------ |
| 12   | Jean-Éric Vergne    | Toro Rosso-Ferrari | 0      |
| 13   | Esteban Gutiérrez   | Sauber-Ferrari     | 0      |
| 14   | Valtteri Bottas     | Williams-Renault   | 0      |
| 15   | Jules Bianchi       | Marussia-Cosworth  | 0      |
| 16   | Charles Pic         | Caterham-Renault   | 0      |
| 17   | Max Chilton         | Marussia-Cosworth  | 0      |
| 18   | Giedo van der Garde | Caterham-Renault   | 0      |
| –    | Daniel Ricciardo    | Toro Rosso-Ferrari | 0      |
| –    | Nico Rosberg        | Mercedes           | 0      |
| –    | Pastor Maldonado    | Williams-Renault   | 0      |

### Konstrukteurswertung
| Pos. | Konstrukteur         | Punkte |
| ---- | -------------------- | ------ |
| 01   | Ferrari              | 30     |
| 02   | Lotus-Renault        | 26     |
| 03   | Red Bull-Renault     | 23     |
| 04   | Mercedes             | 10     |
| 05   | Force India-Mercedes | 10     |
| 06   | McLaren-Mercedes     | 2      |

| Pos. | Konstrukteur       | Punkte |
| ---- | ------------------ | ------ |
| 07   | Toro Rosso-Ferrari | 0      |
| 08   | Sauber-Ferrari     | 0      |
| 09   | Williams-Renault   | 0      |
| 10   | Marussia-Cosworth  | 0      |
| 11   | Caterham-Renault   | 0      |